# Kungsbrohuset
Kungsbrohuset (senare även Schibstedhuset) är en kontorsfastighet belägen mellan Kungsbron och Klarabergsviadukten längs Västra Järnvägsgatan i det blivande området Västra city i centrala Stockholm. Byggnaden utvecklades av Jernhusen och invigdes den 6 maj 2010. Inflyttningen i huset påbörjades 2010. Ansvarig arkitekt för huset är Kerstin Heijde på Strategisk Arkitektur.

## Arkitektur
Huset har dubbla fasader, en yttre fasad helt i glas och en decimeter innanför en inre fasad som består till 60 procent av glas, vilket gör huset mer energisnålt än ett traditionellt glashus. För uppvärmningen av huset används Stockholms centralstation som värmekälla, något som beräknas räcka till 5–10 procent av totalbehovet för huset. För avkylning används vatten från Klara sjö. Målsättningen är att huset ska dra 60 kilowattimmar per kvadratmeter och år, vilket är hälften av de energikrav som ställs i Boverkets byggregler.
Huset nominerades till Årets Stockholmsbyggnad 2010 och slutade på andra plats, 9 röster efter vinnaren Ericsson Kista.

## Hyresgäster

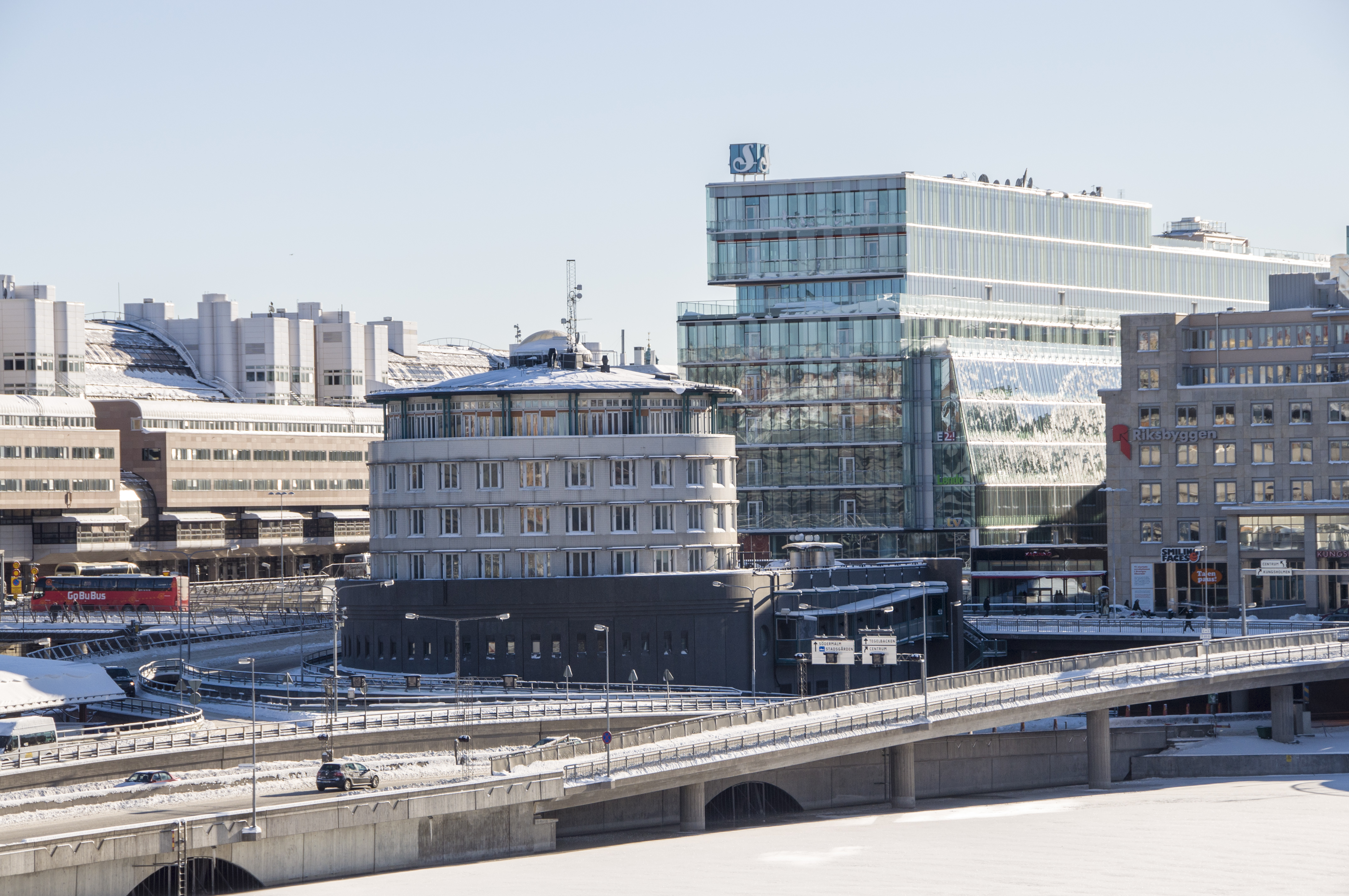
Huset sett från Kungsholmen

Bland hyresgästerna finns Schibsted som samlat sina svenska verksamheter i huset vilket innebär att både Aftonbladet och Svenska Dagbladets redaktioner ligger i Kungsbrohuset. Andra Schibstedbolag i huset är Blocket.se, Hitta.se och tv.nu. Huset innehåller 13 våningar, varav 10 ovan gatunivån. Byggherre och fastighetsförvaltare var det statliga fastighetsföretaget Jernhusen som även kommer förlägga sitt huvudkontor till huset. På plan fyra finns utrymmen för butiker och restaurang och i huset finns även ett hotell. Fastigheten Blekholmen 4 (Kungsbrohuset) har köpts år 2011 av KPA Pension och Folksam, och förvaltas nu av Folksam Fastigheter.